# Ciuruleasa (gmina)
Ciuruleasa – gmina w Rumunii, w okręgu Alba. Obejmuje miejscowości Bidigești, Bodrești, Boglești, Buninginea, Ciuruleasa, Ghedulești, Mătișești, Morărești i Vulcan. W 2011 roku liczyła 1197 mieszkańców, do 2021 roku liczba ta zmniejszyła się do 1110 mieszkańców.